# Raspberry Pi

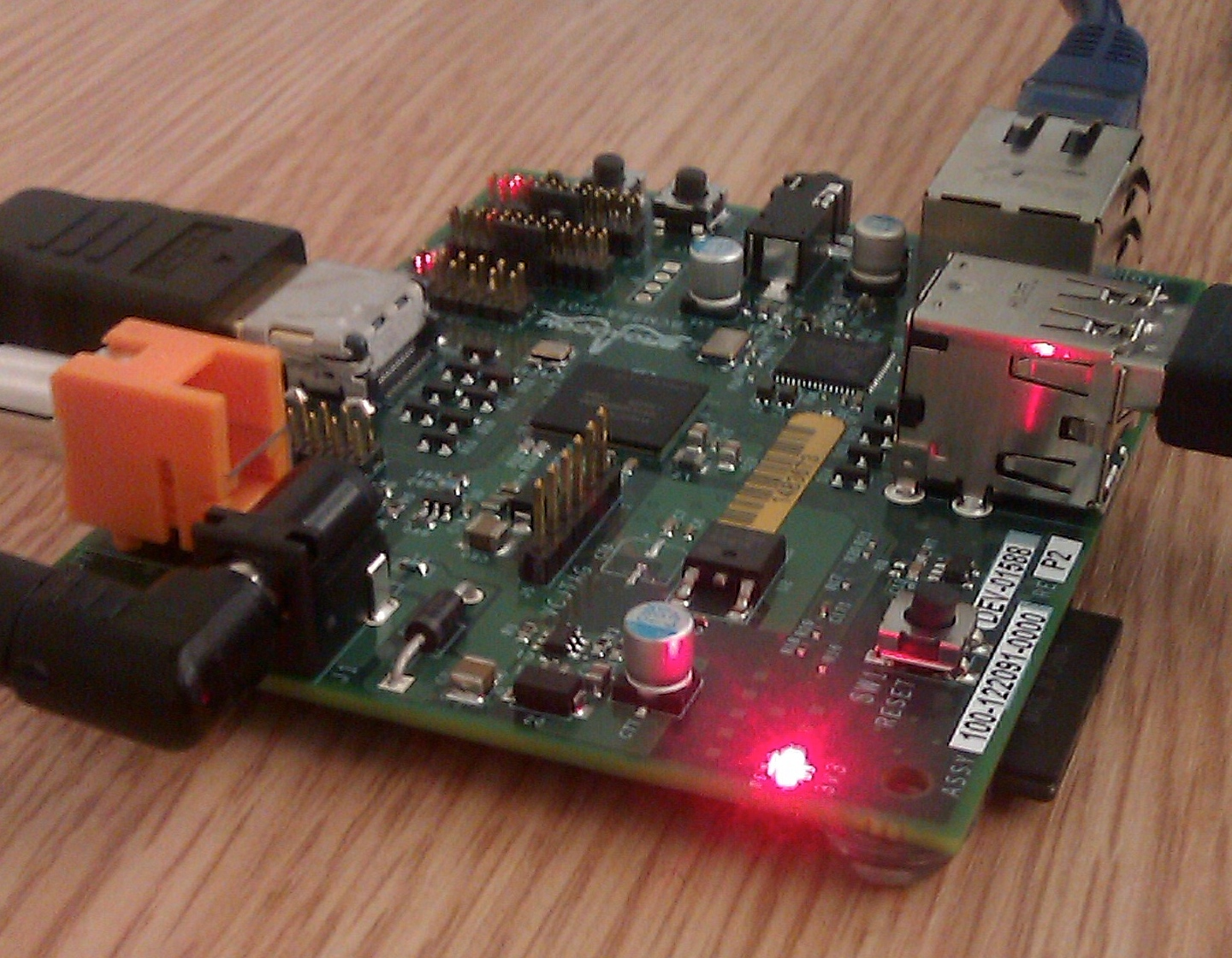
O placă alpha-test în functiune. Schema diferă față de plăcile beta și de producție.

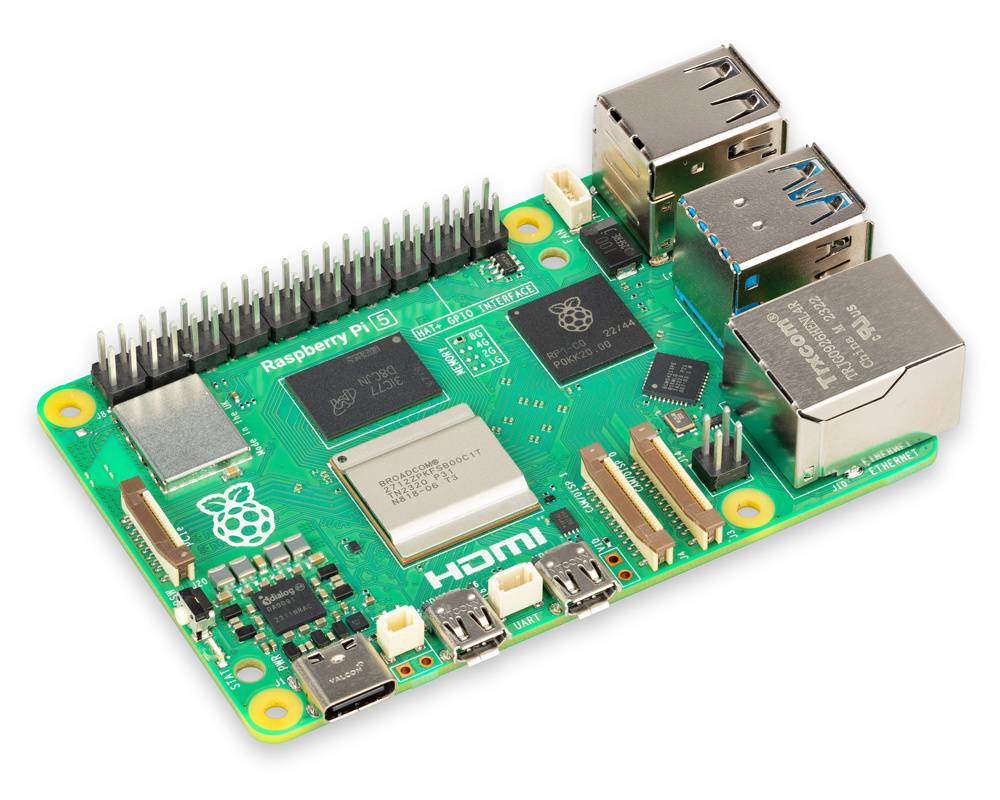
Raspberry Pi 5

Raspberry Pi este o serie de SBC (Single-board computer) de dimensiunile unui card de credit. Este inspirat de BBC Micro și produs în UK de către Raspberry Pi Foundation. Scopul a fost acela de a crea un dispozitiv cu costuri reduse care să îmbunătățească abilitățile de programare și înțelegerea hardware la nivel preuniversitar.
Raspberry Pi este mai lent decât un laptop sau PC, dar care poate oferi majoritatea aplicațiilor acestora precum conectare la internet, procesare de text, redare de conținut video/audio, jocuri video, la un nivel de consum redus de energie. 

În plus, Raspberry Pi are o caracteristică specială pe care computerele nu o folosesc: port generic de intrare/ieșire (General-Purpose Input/Output)(GPIO). Acesta oferă posibilitatea de a conecta diverse componente electronice specifice sistemelor înglobate: senzori, butoane, ecran LCD, relee, și crearea de noi proiecte electronice.
De la prima apariție pe piață în 2012, au fost vândute 18 milioane de plăci de Raspberry Pi, în diferite modele.

## Denumire și logo
Denumirea Raspberry Pi este formată din cuvintele raspberry (zmeură) și Python interpreter, limbajul de programare inițial al proiectului. Zmeura are legătură cu tradiția numirii computerelor cu nume de fructe, cum ar fi Apple, Acorn, Tangerine Computer Systems, Apricot Computers. Logo-ul a fost selectat într-o competiție publică și reprezintă o zmeură stilizată.

## Istoric
În 2006, conceptele incipiente ale Raspberry Pi erau bazate pe un microcontroler Atmel ATmega644. Dispunerea PCB-ului și schema electronică sunt disponibile pentru descărcare. Reprezentantul fundației Raspberry Pi, Eben Upton, a strâns un grup de profesori, academicieni și pasionați de computere cu scopul de a concepe un computer pentru a inspira copiii. Computerul a fost inspirat de BBC Micro lansat de Acorn în 1981. Primul prototip de computer bazat pe un procesor ARM a fost ambalat într-o carcasă de dimensiunea unui stick USB de memorie. Avea la un capăt un port USB și la capătul celălalt un port HDMI. În 2012 apare modelul Raspberry Pi Model B, care s-a vândut în peste două milioane de unități în primii doi ani.

## Utilizări
Cele mai frecvente aplicații ale Raspberry Pi sunt:
- Educativ
- Server local de stocare
- Server de poștă electronică
- Home Theater PC
- Consolă de jocuri prin emulatori
- Computer personal (redactare documente, navigare pe internet etc)
- Automatizări industriale (Industrializare 4.0)
- Domotică

## Software

### Sistem de operare

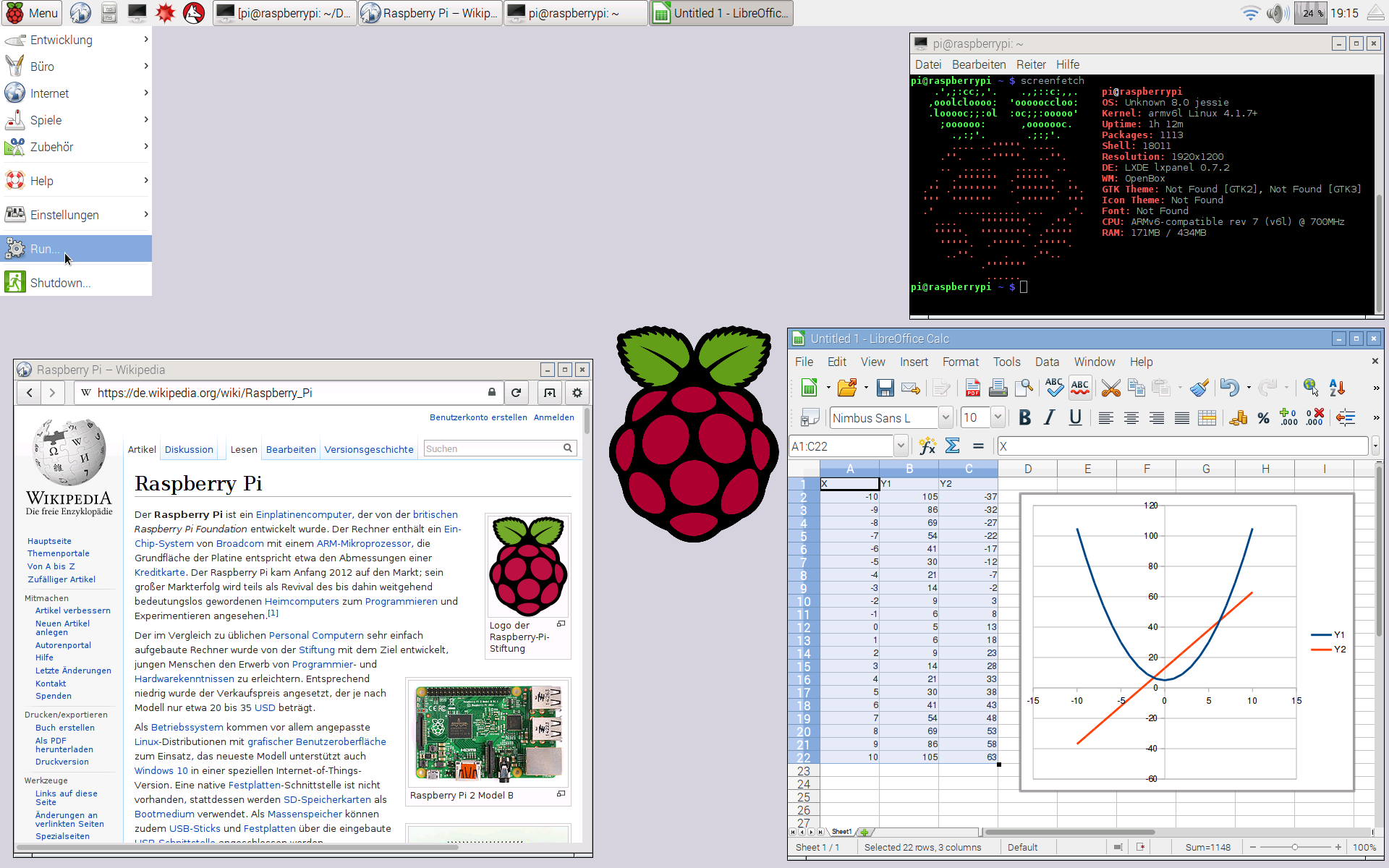
Interfața Raspbian cu programe deschise

Sistemul de operare special optimizat pentru Raspberry Pi este Raspbian, preinstalat pe dispozitive. Există trei versiuni ale Raspbian: Wheezy, Jessie și Stretch. Derivat din Debian, acesta oferă pe lângă funcțiile de bază ale nucleului, aplicații cum ar fi browserul Chromium, Python, Scratch, Sonic Pi, RealVNC, NodeRED, Geany, Wolfram, Java și peste 35000 de alte pachete, software precompilat, toate aranjate într-o manieră ușor de instalat și utilizat.
Distribuții Linux

Mai multe versiuni PC pentru Linux au fost portate pentru Raspberry Pi cum ar fi: Raspbian (sistemul de operare oficial), Armbian, Angstrom Linux, Pidora, Fedora ARM, FedBerry, Gentoo Linux, Slackware ARM, Kali Linux, Linutop, LibreElec, RuneAudio, OpenMediaVault (multimedia), RecalBox (jocuri video). 
Distribuții UNIX

Exemple de UNIX disponibile pentru Raspberry Pi sunt Plan9, NetBSD, OpenBSD, RaspBSD Arhivat în 13 august 2018, la Wayback Machine., RISC OS Pi. 
Alte distribuții

Versiunea noului sistem de operare Windows 10, Windows 10 IoT Core este compatibilă cu Raspberry Pi.

## Modele
Există mai multe modele Raspberry Pi A și B, numite după BBC Micro. Raspberry Pi A și B au fost actualizate la A+ și, respectiv, B+. Aceste actualizări aduc îmbunătățiri minore, cum ar fi numărul crescut de porturi USB, dimensiuni și preț mai mici, consumul de energie mai redus, în special în B+. 

### Raspberry Pi 1 A
- SoC Broadcom BCM2835

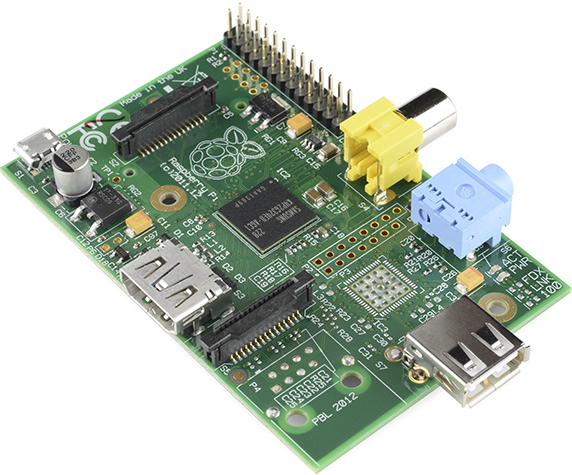
Raspberry Pi 1Model A (2013)

- Procesor ARM1176JZF-S (ARMv6) 700 MHz (32-bit)
- GPU Broadcom VideoCore IV, decodare H.264 1080p
- RAM 256 MB
- 1 Port USB 2.0
- 2 porturi video, composite și HDMI
- 1 conector Jack audio 3,5 mm
- alte porturi: GPIO, UART, I²C, SPI, Chip select
- card de memorie SD/MMC/SDIO

### Raspberry Pi 1 A+
Diferențe cu modelul A:
- Dimeniuni mai reduse
- card de memorie microSD
- GPIO 17 pini
- Nou chipset audio
- Preț mai mic[17]

### Raspberry Pi 1 B
- 512 MB de memorie RAM.
- 2 porturi USB

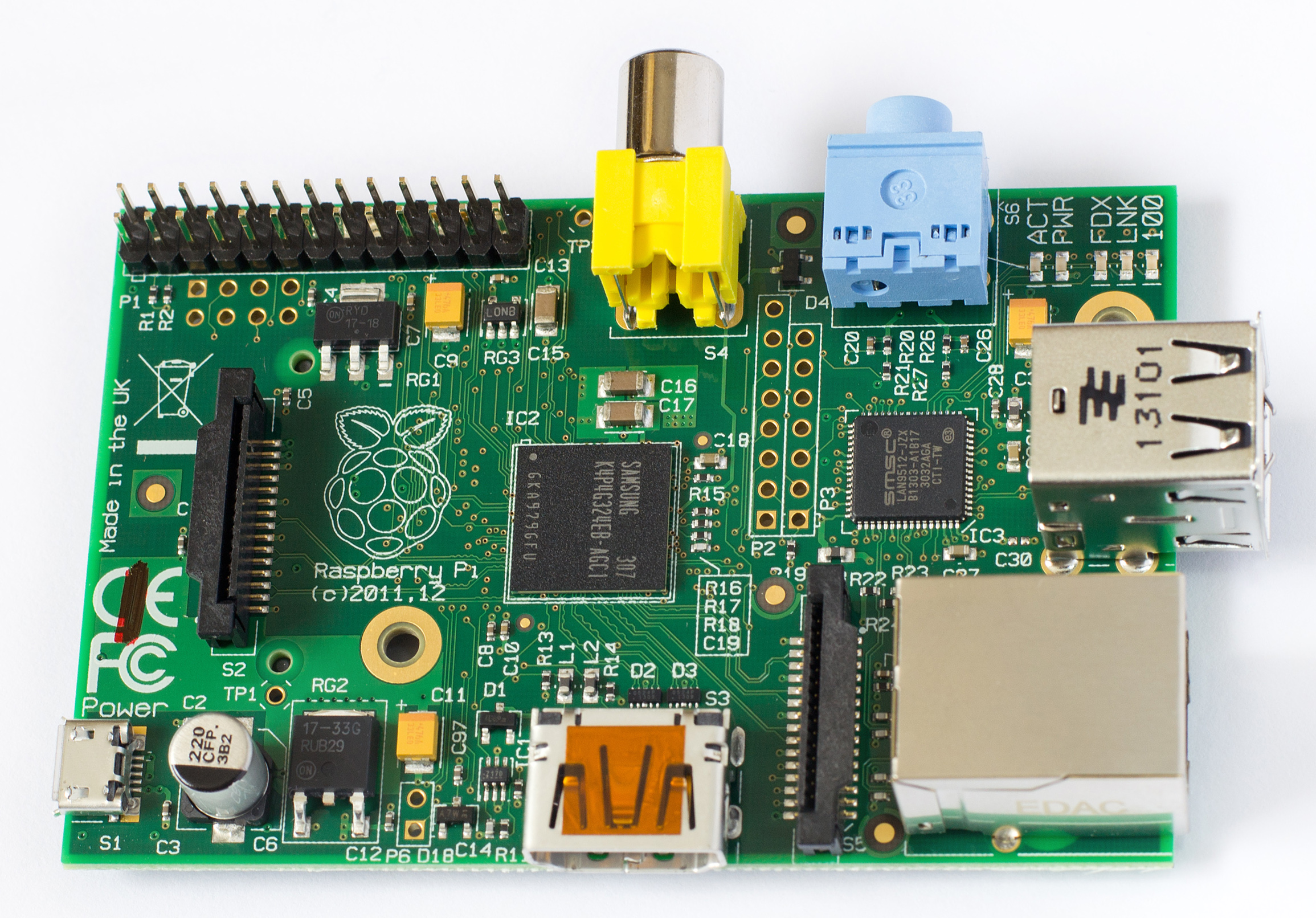
Raspberry Pi 1 Model B (2012)

- conectivitate Fast Ethernet (10/100 Mbit/s)

### Raspberry Pi 1 B+
Diferențe față de modelul anterior:
- 4 ports USB 2.0
- GPIO 40 pini

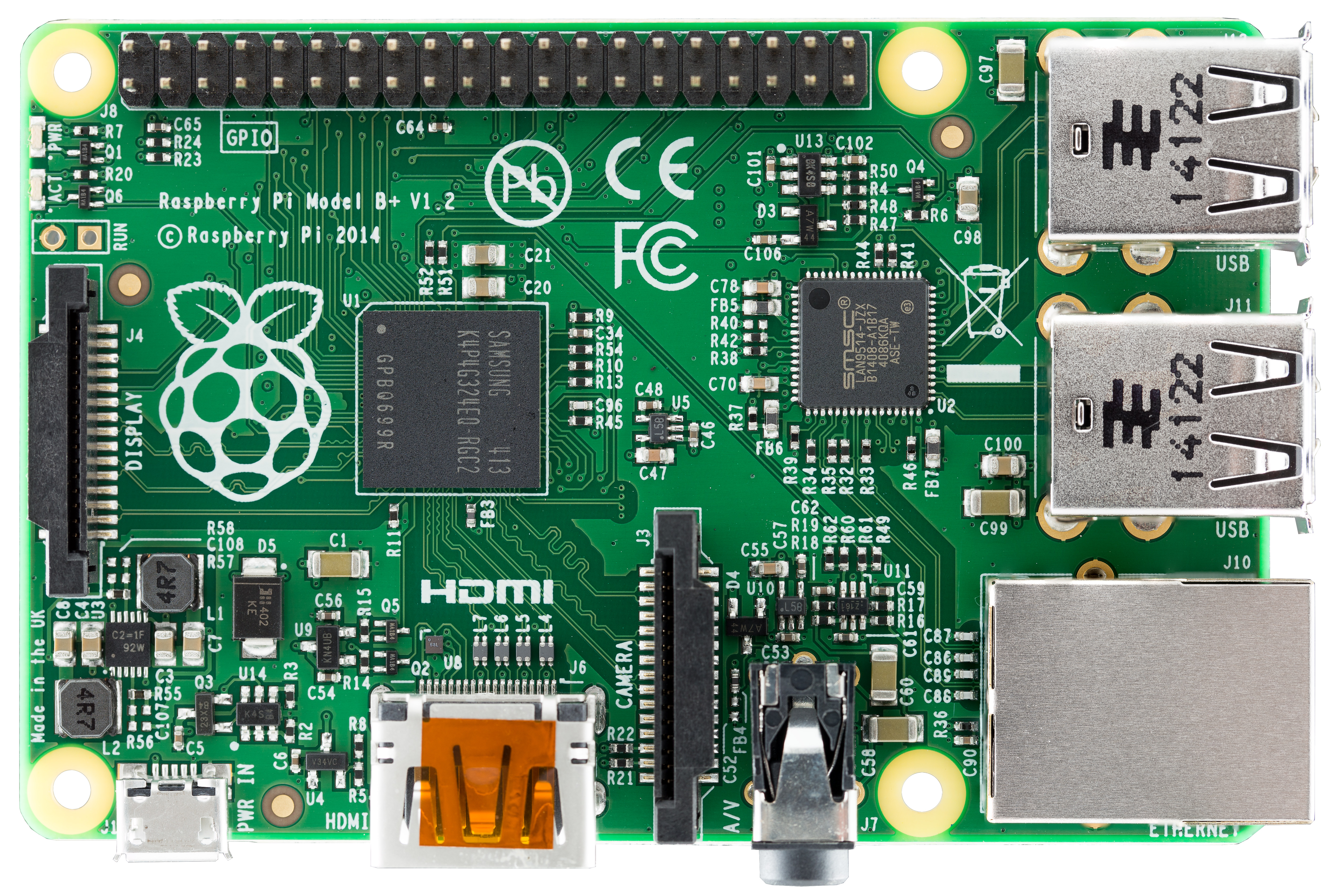
Raspberry Pi 1 Model B+ (2014)

- reducerea consumului de la 3,5 W la 3 W
- card de memorie microSD[18]

### Raspberry Pi 2 B
- SoC Broadcomm BCM2836

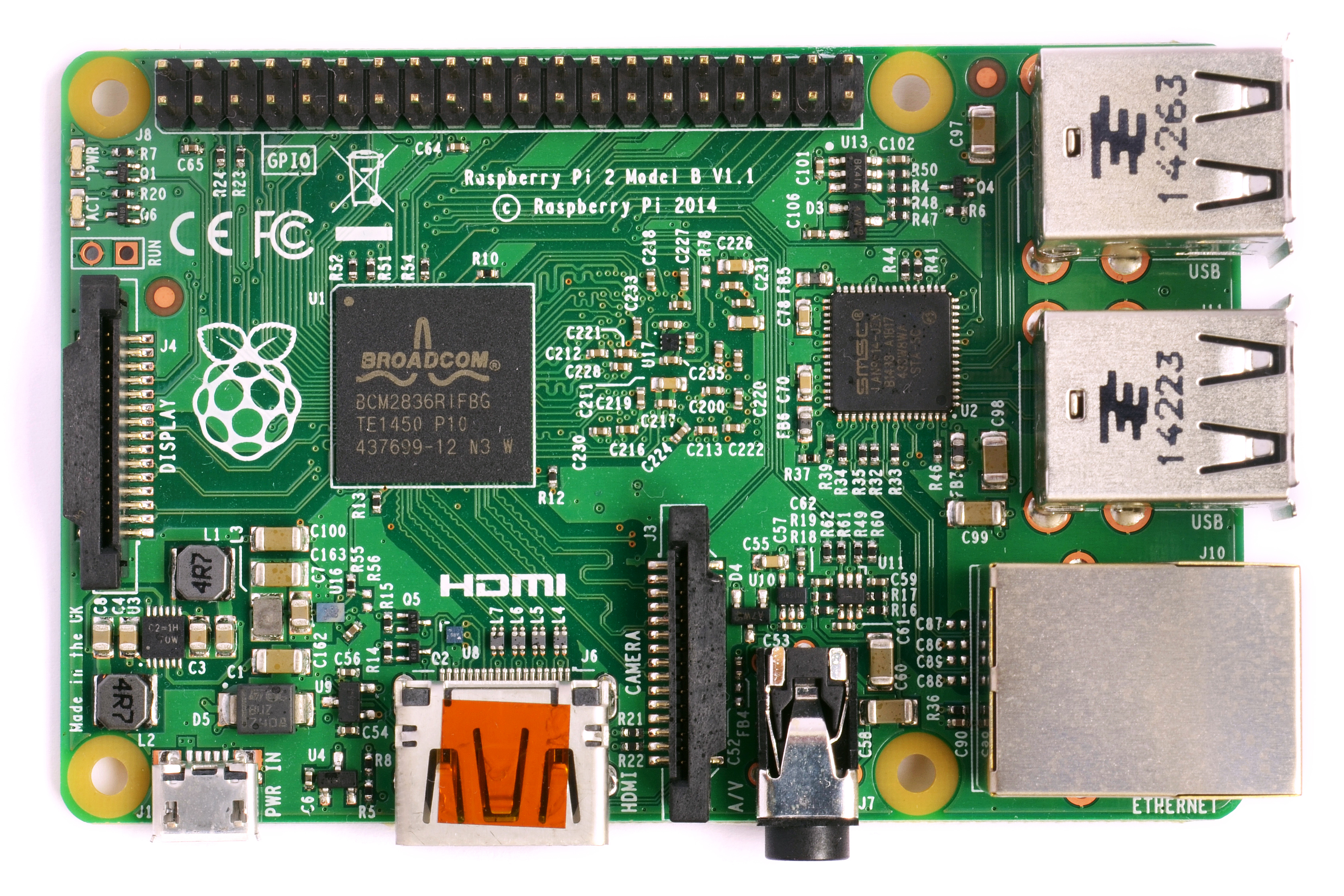
Raspberry Pi 2 Model B (2015)

- procesor ARM Cortex-A7 4 nuclee, 900 MHz
- 2 sloturi pentru memoria RAM 1 GB LPDDR2 SDRAM
- HDMI
- 4 x USB 2.0
- port 10/100 Ethernet
- slot pentru cardurile microSD,
- jack de 3,5 mm.
- compatibilitate cu Raspberry Pi 1[19]

### Raspberry Pi 3 B
- SoC Broadcom BCM2837

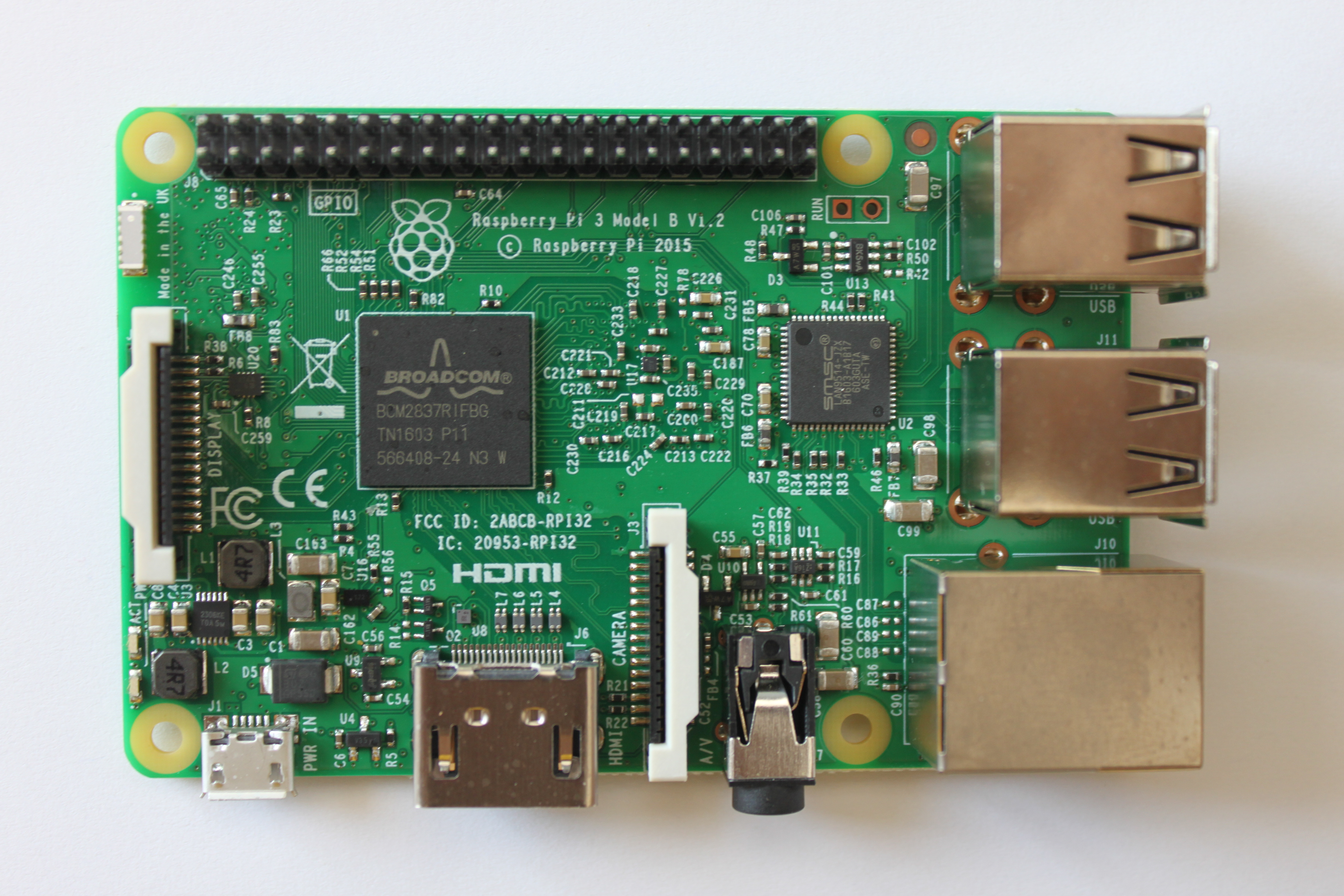
Raspberry Pi 3 Model B (2016)

- procesor ARM Cortex-A53, 4 nuclee, 1,2 GHz (64/32-bit)
- 0,85 GB RAM
- GPIO 40Pins
- 4 x USB 2.0
- 4 Pole Stereo Output
- port HDMI
- 10/100 Ethernet
- Micro SD Card Slot
- BCM43143 WiFi și Bluetooth Low Energy (BLE)[20]

### Raspberry Pi 3B +
- SoC Broadcom BCM2837B32

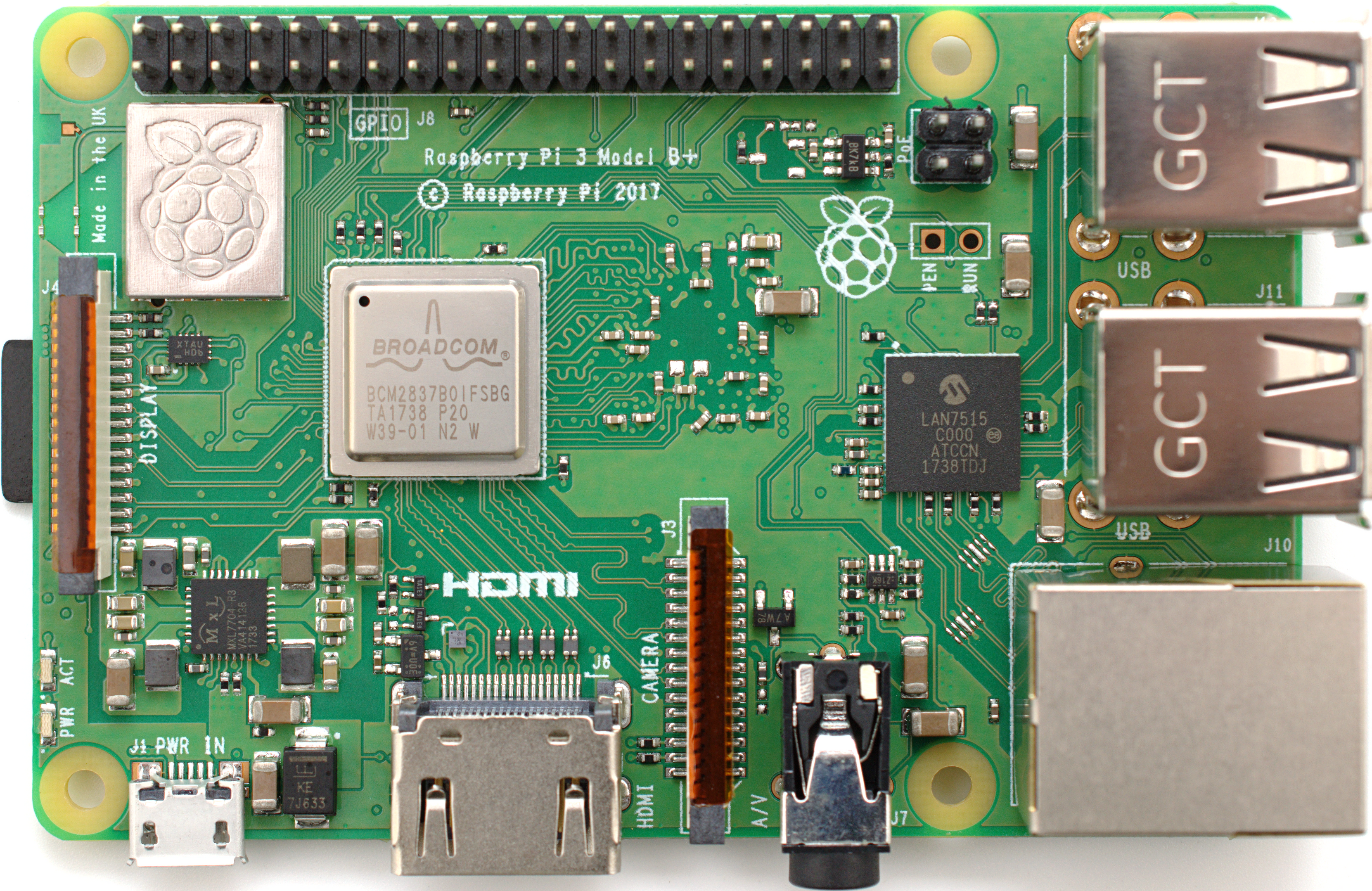
Raspberry Pi Model 3B + (2018)

- Procesor 4 nuclee ARM Cortex-A53, 1,4 GHz (64/32-bit)
- 1GB de memorie RAM (folosită și ca memorie video, partajată cu procesorul grafic);
- Procesor grafic Broadcoam VideoCore IV 3D
- Ieșire digitală video/audio HDMI
- Ieșire analogică video (composite video)/audio mixtă prin intermediul unei mufe jack 3,5mm
- Mufă de rețea RJ45 Ethernet 10/100 Mbit/s
- WiFi 802.11n
- Bluetooth 4.1 BLE
- 4 porturi USB 2.0
- GPIO 40 de pini
- Card de memorie microSD
- Conectori dedicați pentru cameră video (CSI) și afișaj (DSI)[21]

### Raspberry Pi Zero

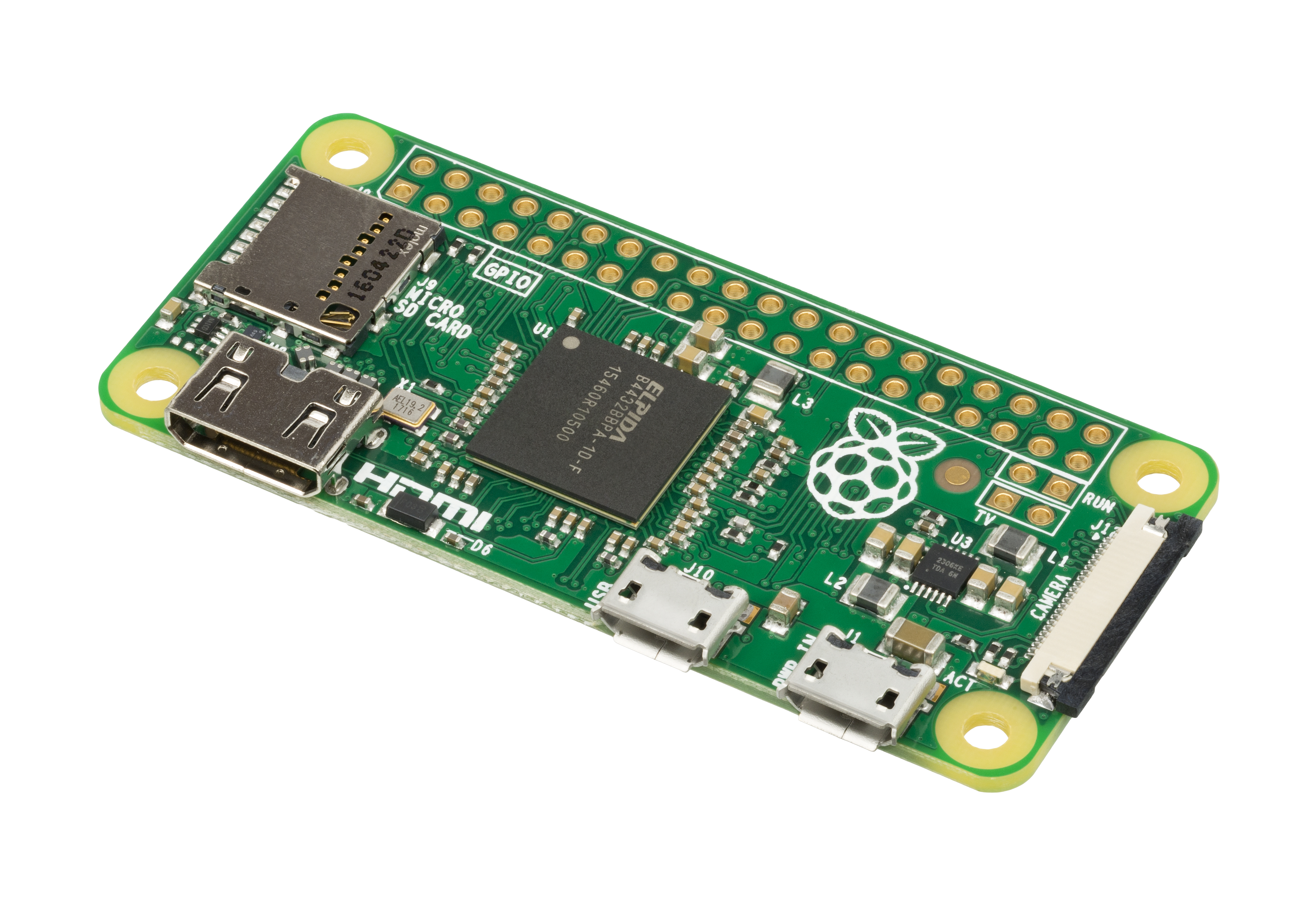
Raspberry Pi Model Zero

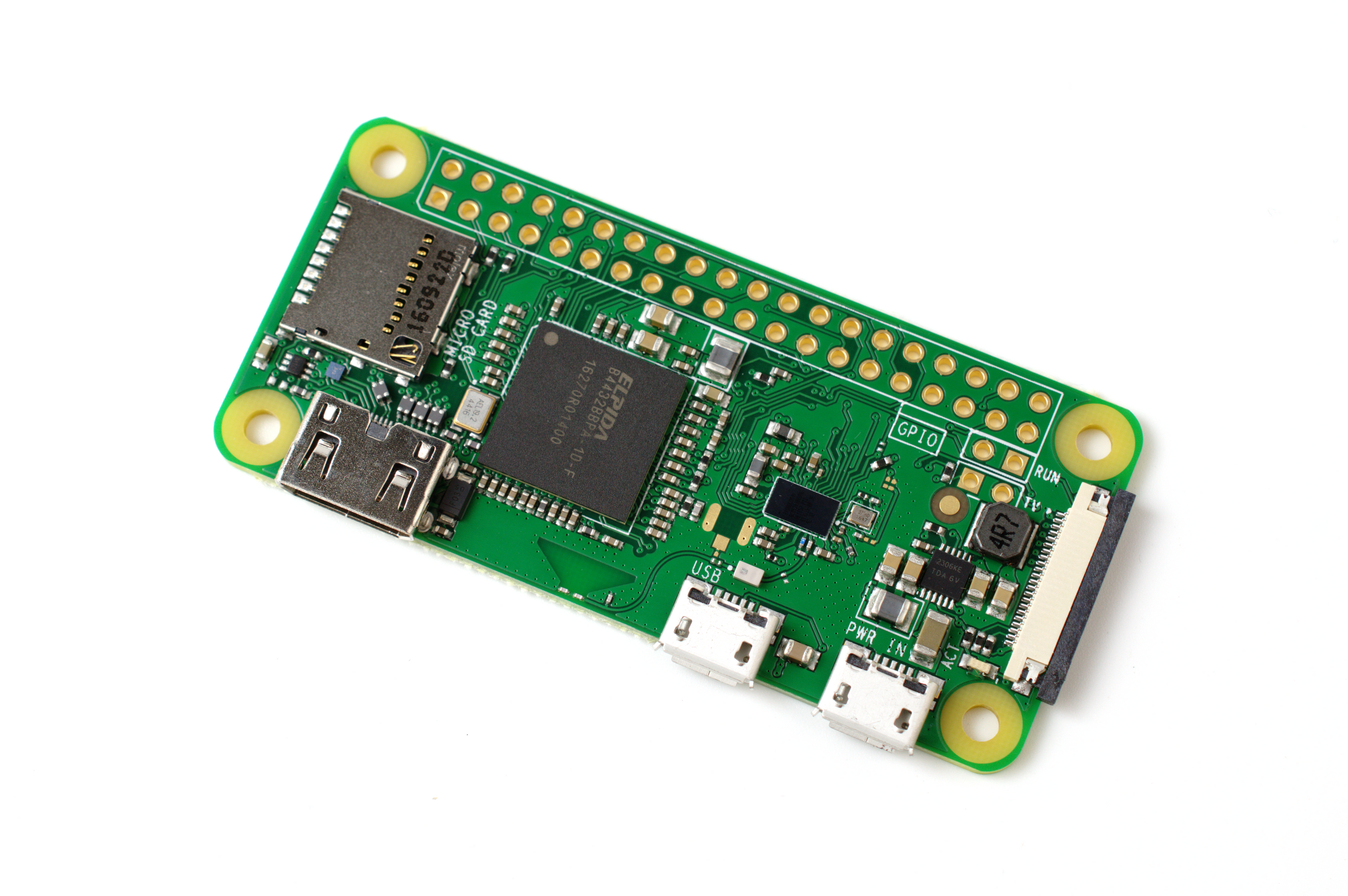
Raspberry Pi Zero W

Pe 26 noiembrie 2015, Fundația Raspberry Pi anunță lansarea Pi Zero. Acesta este un model mult mai mic decat Pi 3 și totodată mai ieftin, oferind posibilități crescute pentru folosire în proiecte care necesită spații mici. 
- SoC Broadcom BCM2835
- Procesor single core ARM1176JZF-S, 1GHz
- Memorie RAM 512MB LPDDR2
- port Mini-HDMI, composite video
- port Micro-USB
- Card de memorie microSD
- GPIO 40 de pini
- Conector CSI
- alimentare prin interfața Micro-USB[22]

### Raspberry Pi Zero W
În plus față de modelul Pi Zero, modelul Zero W oferă 802.11 b/g/n wireless LAN și Bluetooth 4.1 BLE.

### Raspberry Pi Zero WH

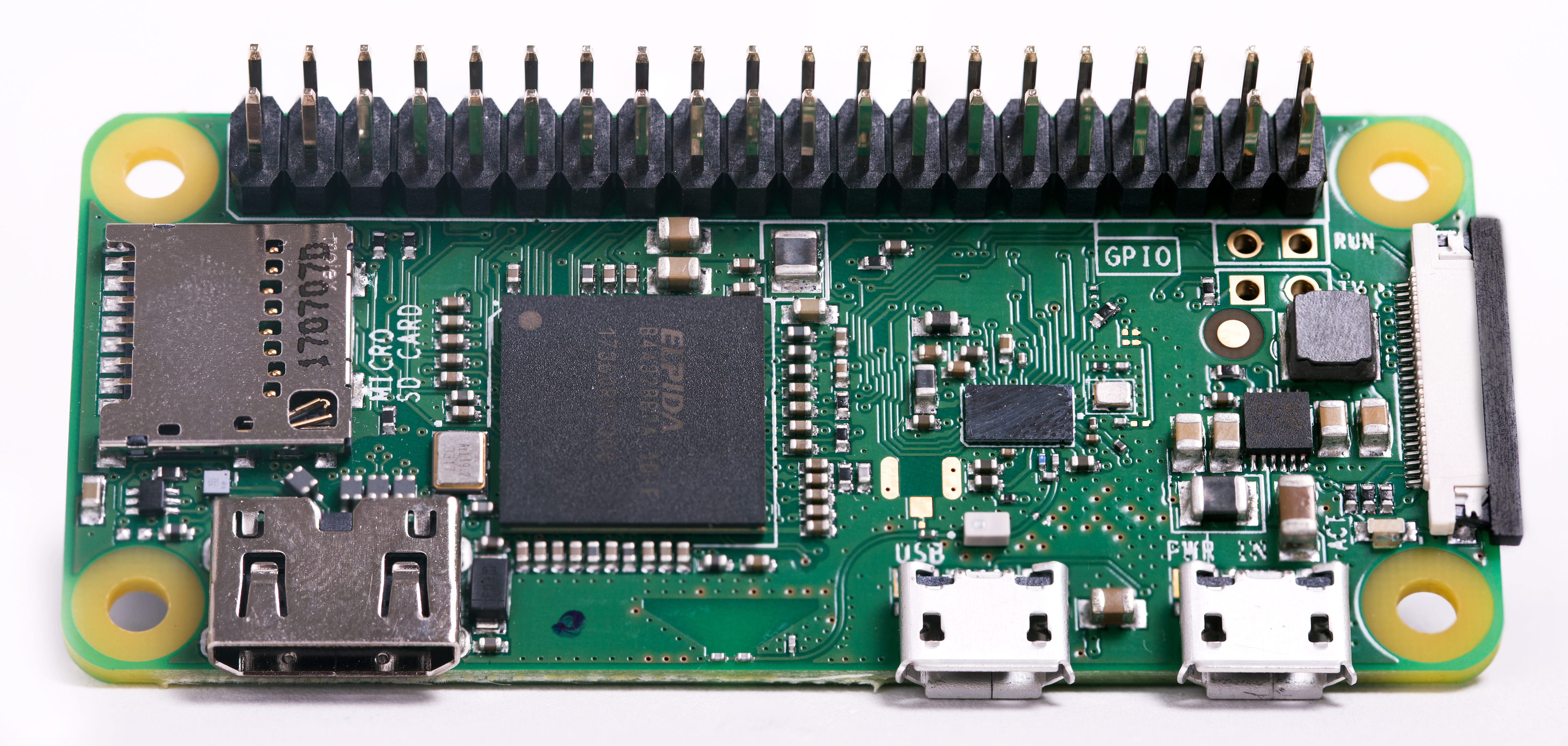
Raspberry Pi Zero WH

Pe 15 ianuarie 2018, Raspberry Pi a lansat un nou model, Zero WH. Singura diferență față de modelul anterior este prezența porturilor GPIO sudate pe placă.

### Raspberry Pi Compute Module

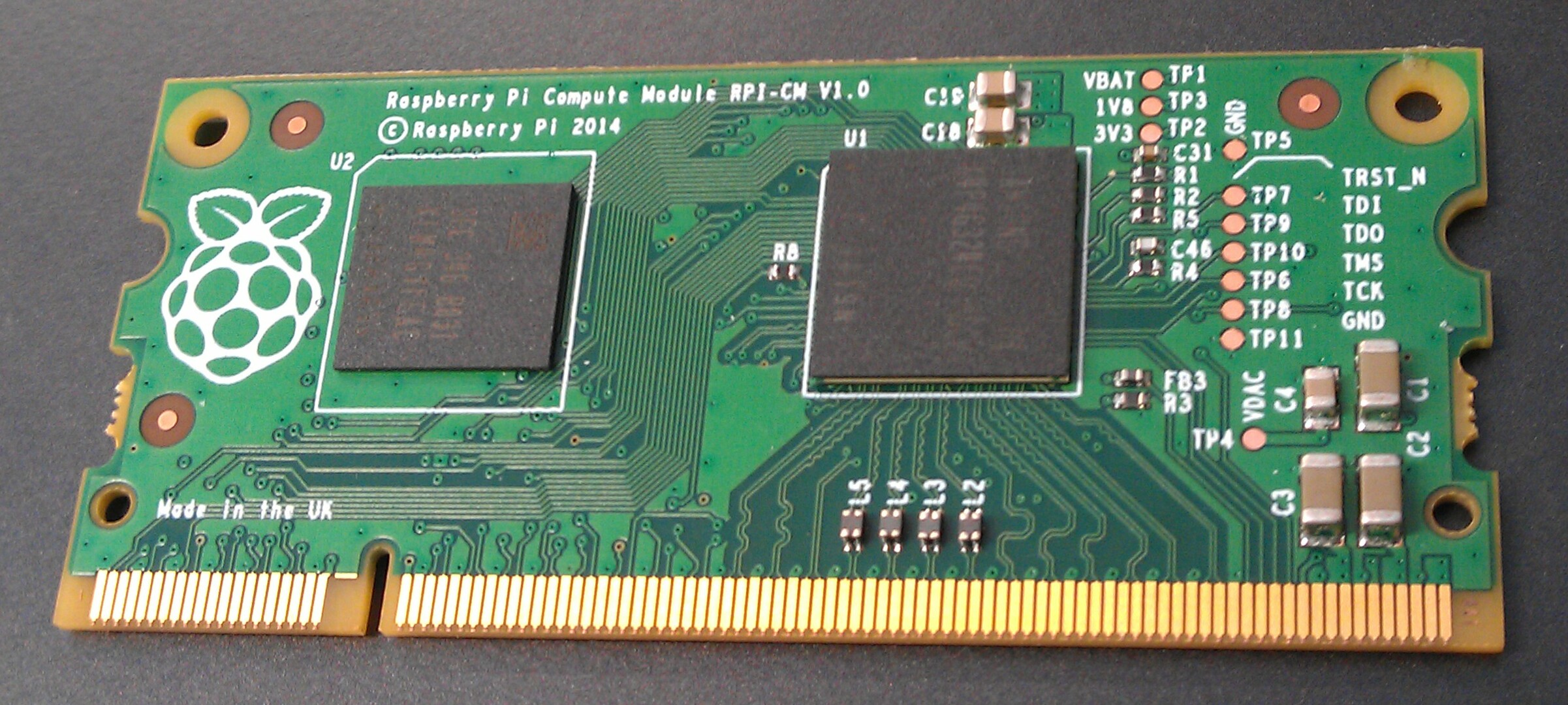
Raspberry Pi Compute Module

Compute Module 1 (CM1) cu aplicabilitate crescută pe diverse piețe și domenii, în special în zona IoT, automatizări casnice și automatizări industriale, și în aplicații aerospațiale. A fost lansat în luna aprilie 2014.
- SoC Broadcom BCM2835
- procesor ARM1176JZF-S 700MHz
- SODIMM sized (6.5cm by 3cm) Raspberry Pi board
- 512MB RAM
- Memorie flash 4GB eMMC
- conector micro USB
- 2 conectori CSI/DSI
- port HDMI
- alimentare prin Micro USB

Compute Module 3 (CM3) este bazat pe hardware-ul specific Raspberry Pi 3, dar cu performanțe superioare pentru memorie și procesor. Lansat în ianuarie 2017.
- SoC BCM2837
- procesor ARM Cortex-A53, 1,2 GHz, 4 nuclee, (64-bit)
- 1GB de RAM
- eMMC flash de 4GB

Compute Module 3 Lite (CM3L), care oferă interfață SD în loc de memorie flash, utilizatorul fiind liber să cableze propria soluție de stocare.
Compute Module IO Board V3 (CMIO3)
Această placă asigură abilitatea de a programa memoria flash a modulului (pentru versiunea non-Lite) sau folosirea unui card SD (pentru versiunea Lite), și accesul la interfața cuprocesorul într-o manieră mai prietenoasă. În același timp este un mod rapid de experimentare cu hardware-ul, și testarea sistemelor, înainte de a începe dezvoltarea produsului final. CMIO3 poate accepta atât CM1, cât și CM3 sau CM3L.

## Alți producători

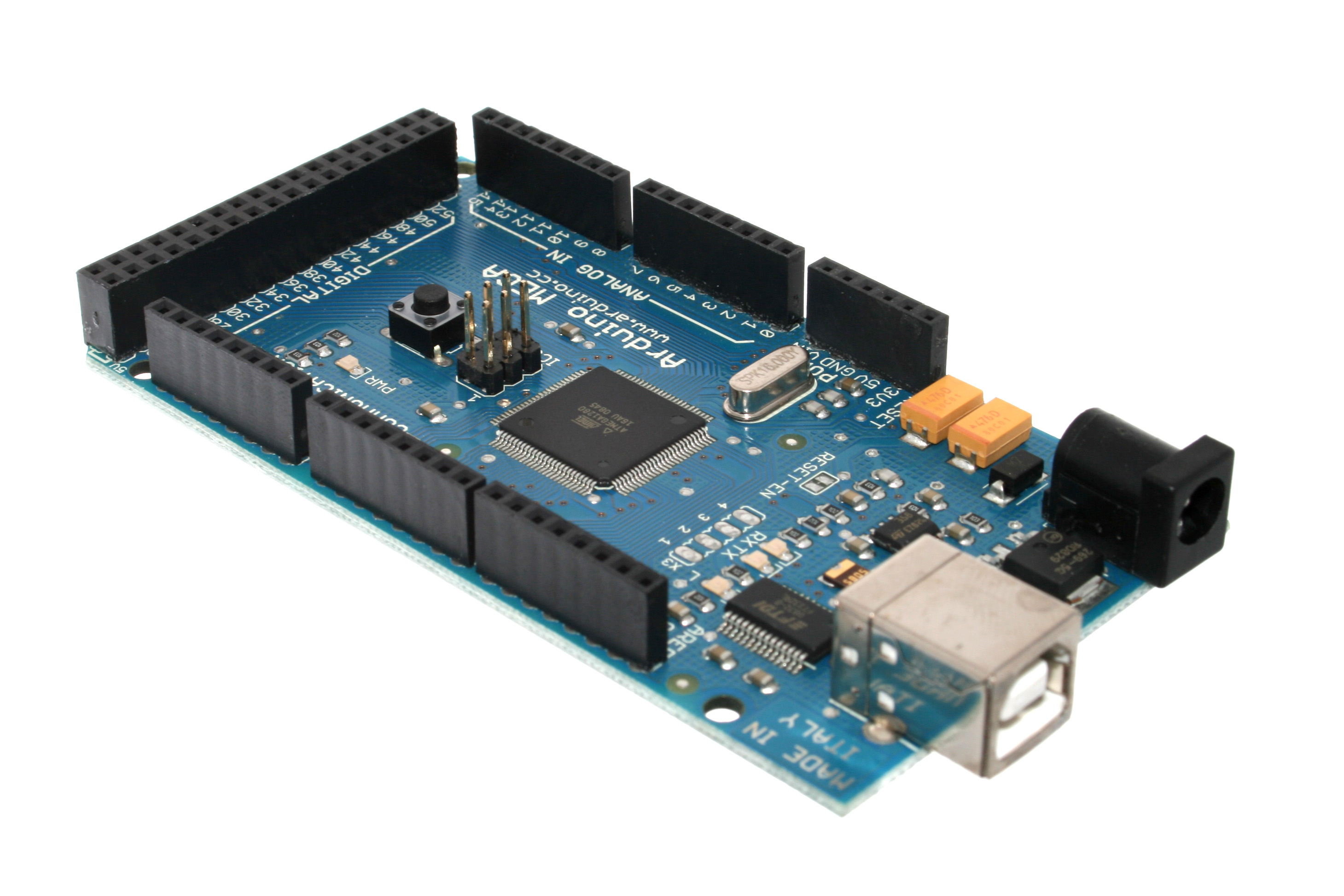
Arduino Mega 2

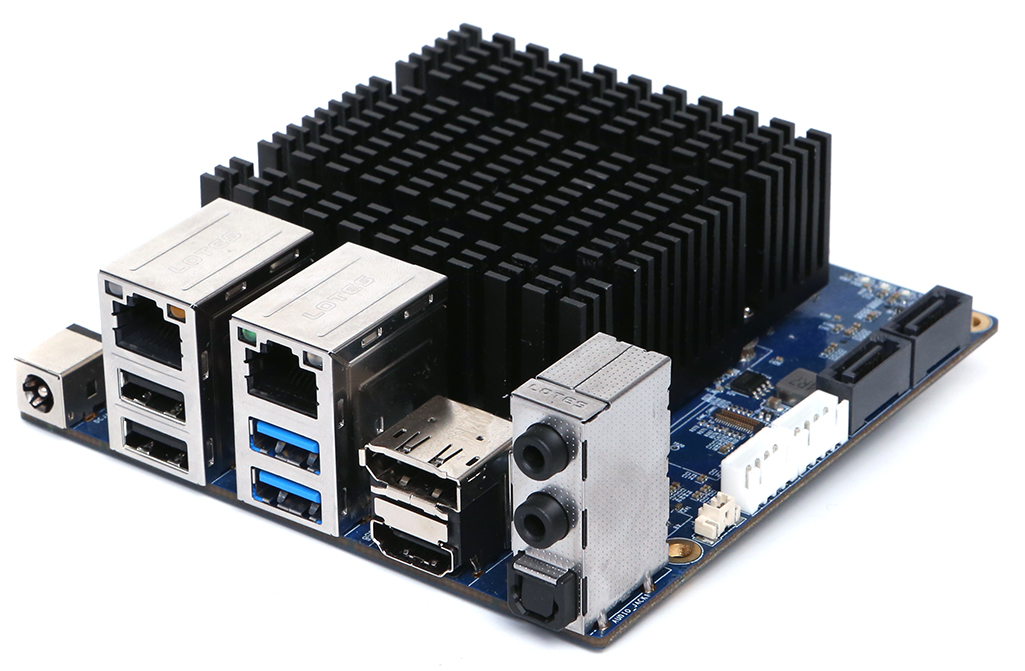
Odroid-H2

Datorită dimensiunilor mici și a prețului accesibil, a fost adoptat rapid de către alți producători.
- Arduino Mega 2560
- Asus Tinker Board
- Banana Pi
- BBC micro:bit
- BeagleBoard
- Huawei HiKey 960
- LattePanda
- Le Potato
- NanoPC-T3 Plus
- ODROID
- Orange Pi Plus2
- Pine 64
- Rock64 Media Board[26]

## Legături externe
- Pagina web oficială Raspberry Pi
- The MagPi Magazine - The official Raspberry Pi magazine
- Raspberry Pi Wiki
- 1147 Projects tagged with "raspberry pi"
- 79+ Awesome Raspberry Pi Projects
- Video Raspberry Pi la YouTube
- RPi Distributions